# نادي فولفسبورغ للسيدات
فولفسبورغ للسيدات هو نادي كرة قدم للسيدات أُسس عام 2003 يلعب في الدوري الألماني للسيدات. تُوج النادي بلقب دوري أبطال أوروبا للسيدات عامَي 2013 و2014.

## التاريخ
في موسم 2012–13 فاز فولفسبورغ بدوري أبطال أوروبا للسيدات. وكان قد تُوج قبل ذلك بأسبوعين بالدوري الألماني لأول مرة في تاريخه. وكان أول فريق بعد فرانكفورت يحقق الثلاثية حيث فاز أيضًا بالكأس المحلية. وهو أول نادي ألماني يتمكن من الحفاظ على لقب دوري الأبطال.

## وصلات خارجية
- الموقع الرسمي